# Ebersheim
Ebersheim település Franciaországban, Bas-Rhin megyében. Lakosainak száma 2295 fő (2022. január 1.). Ebersheim Ebersmunster, Sélestat, Dambach-la-Ville, Epfig, Kogenheim és Scherwiller községekkel határos.

## Népesség
A település népességének változása:
| Lakosok száma | 2299 | 2260 | 2263 | 2239 | 2261 | 2287 | 2287 | 2291 | 2295 |
|               | 2013 | 2015 | 2016 | 2017 | 2018 | 2019 | 2020 | 2021 | 2022 |